# Uno scomodo testimone
Uno scomodo testimone (Eyewitness) è un film del 1981, diretto da Peter Yates.

## Trama
Darryl è un guardiano notturno di un grande centro d'affari a New York, innamorato di una cronista televisiva, Tony Sokolow. Nel frattempo, un trafficante d'armi viene ucciso, nessuno ha visto i killer e Darryl approfitta della situazione per far credere di esser stato il testimone dell'assassinio, al solo scopo di contattare la ragazza. Ma le sue imprudenti dichiarazioni in tv attirano l'attenzione della polizia e dei killer.
Darryl salva la ragazza, la notte in cui la cronista viene aggredita dai tirapiedi dell'assassinato, convinti che lei sappia il nome dell'assassino, e l'amicizia si trasforma in amore. Darryl tra l'altro è convinto che l'assassino sia un suo ex compagno d'armi nel Vietnam, Aldo.
Sarà proprio Darryl, esca involontaria, a far scoprire l'assassino, Joseph, un ricco ebreo emigrato russo e vecchio amico della famiglia di Tony e a questa legato sentimentalmente e che l'uccisione era la conclusione di un losco intrigo internazionale.